# Maverick Viñales

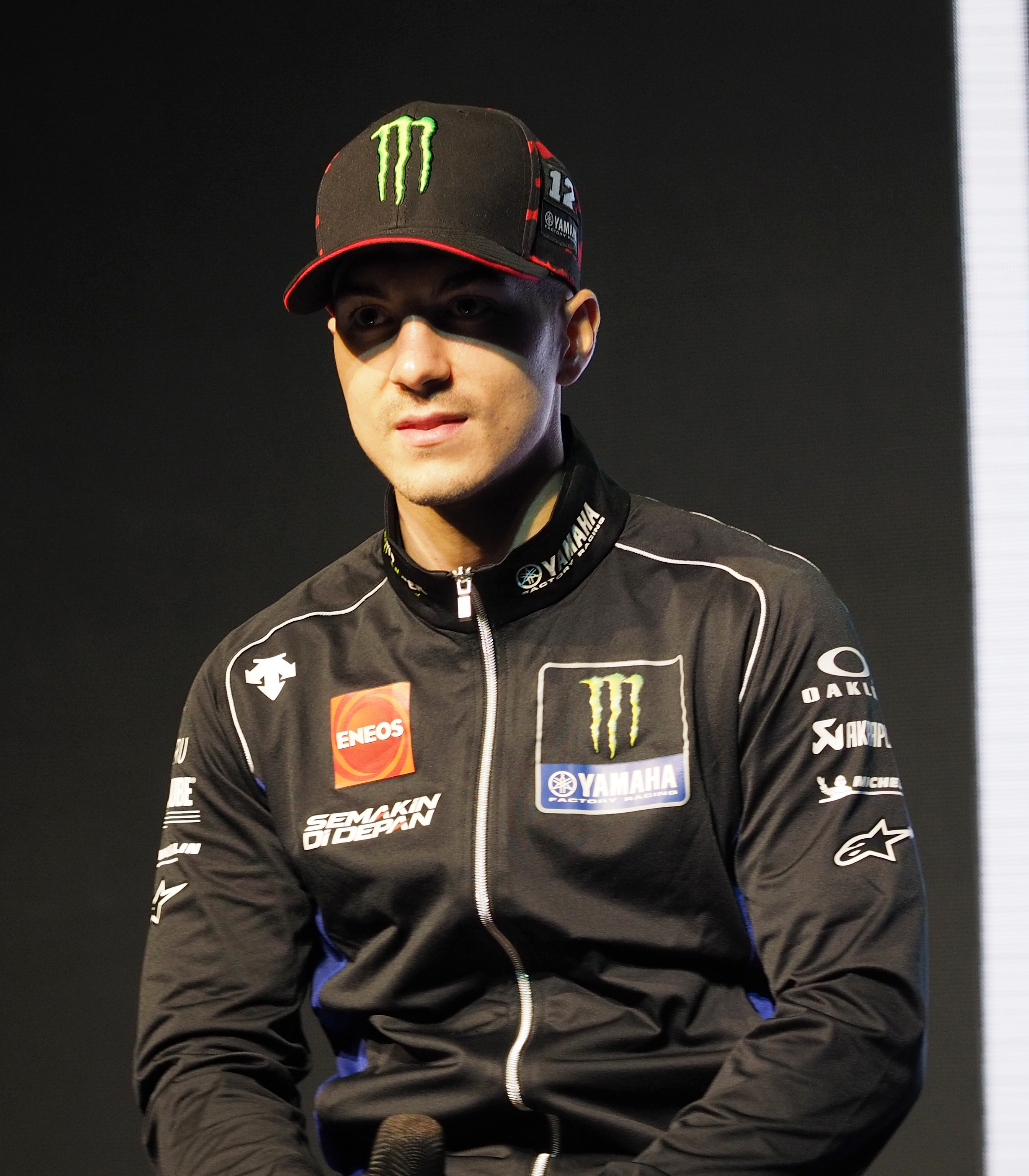
Maverick Viñales 2019.

Maverick Viñales Ruiz, född 12 januari 1995 i Figueres i provinsen Girona i norra Katalonien, Spanien, är en spansk roadracingförare. Han blev världsmästare i Moto3-klassen i Roadracing-VM 2013. Viñales kör sedan 2015 i MotoGP-klassen. Från 2017 för Yamahas fabriksteam. År 2022 och framöver är han förare hos Aprilias fabriksteam bredvid Aleix Espargaro.

## Karriär
Maverick Viñales började tävla i motorcykelsport vid tre års ålder. Han har tävlat i flera grenar, bland annat motocross. Från 2002 har han koncentrerat sig på roadracing. Redan 2007 blev han katalansk mästare i 125-klassen och försvarade sin titel 2008. Säsongen 2009 tävlade Viñales i spanska mästerskapen och blev tvåa. Året därpå blev han spansk mästare och även Europamästare i 125-klassen.

### 125GP och Moto3
Säsongen 2011 skrev Viñales på för Blusens by Paris Hilton Racing Team för att köra en Aprilia i världsmästerskapens 125GP-klass. Han gjorde debut i Qatars Grand Prix där han slutade på nionde plats. Första Grand Prix-segern kom i säsongens fjärde Grand Prix, Frankrikes GP på Le Mans. Viñales var en av favoriterna att vinna Moto3-klassen som ersatt 125GP Roadracing-VM 2012. Säsongen började bra, men han drabbades av tekniska problem med sin FTR Honda under andra hälften som teamet inte förmådde klara ut. Viñales sade till och med upp sig från Avintia Blusens-teamet innan han återkom till säsongsavslutningen. Viñales slutade trea i VM.
Till Roadracing-VM 2013 bytte Viñales till Team Calvo som använde KTM-motorcyklar. Han tillhörde återigen favoriterna och när säsongen kom igång tillhörde han alltid toppförarna tillsammans med Luis Salom och Alex Rins. Han vann dock färre race än sina medtävlare och kom sakta allt längre från VM-ledningen. Då både Salom och Rins föll i Japans Grand Prix och Viñales blev tvåa var världsmästerskapet helt öppet inför sista deltävlingen. Salom ledde två poäng före Viñales och fem före Rins. Det innebar att den av förarna som vann Valencias Grand Prix skulle bli världsmästare. De tre låg i topp när Salom vurpade. Rins och Viñales gjorde upp om segern i sista kurvan och Viñales drog längsta strået och tog världsmästartiteln.

### Moto 2
Roadracing-VM 2014 körde Viñales i Moto2 för Pons HP 40 på en Kalex med Luis Salom som stallkamrat. Viñales gjorde en mycket stark säsong. Han vann fyra Grand Prix och stod på prispallen i ytterligare fem. Han blev trea i världsmästerskapen och överlägset bästa nykomling. Istället för att fortsätta i Moto2 och slåss om VM-titeln 2015 valde Viñales att tacka ja till erbjudandet om att gå upp i MotoGP som fabriksförare för Suzuki.

### Moto GP

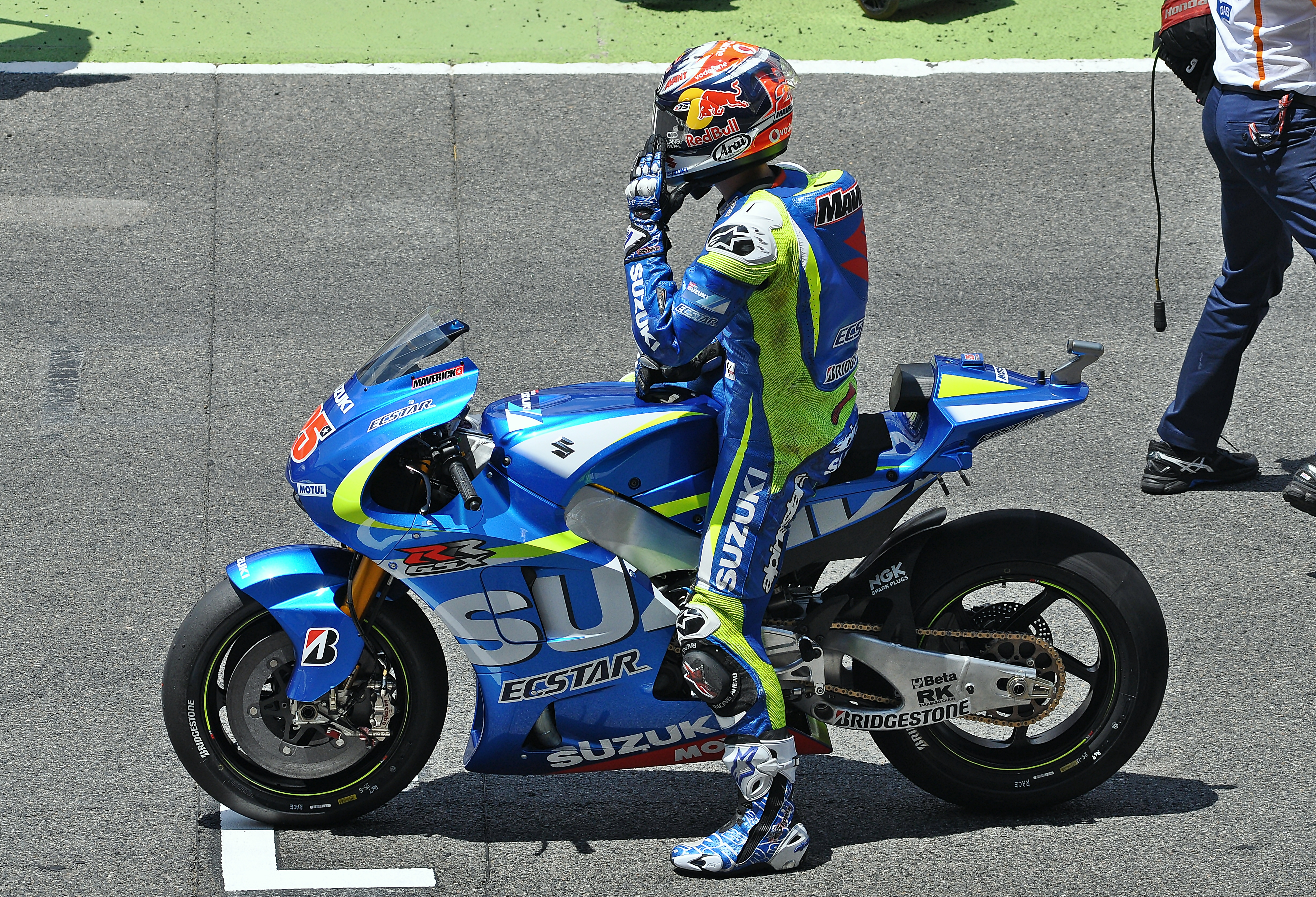
Viñales på startlinjen i Kataloniens GP 2015.

Roadracing-VM 2015 körde Viñales i MotoGP-klassen för Suzuki MotoGP som gjorde comeback i största klassen. Han gjorde en god insats och blev tolva i VM, blott en plats bakom den mer rutinerade stallkamraten Aleix Espargaró. Viñales vann också priset som bäste nykomling, "Rookie of the Year". Han fortsatte hos Suzuki i MotoGP 2016 och vann sin första seger den 4 september vid Storbritanniens Grand Prix på Silverstone Circuit. Det var Suzukis första GP-seger sedan Chris Vermeulen vann Frankrikes Grand Prix 2007. Viñales tog också tre tredjeplatser och slutade på fjärdeplats i VM.
Roadracing-VM 2017 körde Viñales för Yamahas fabriksteam Movistar Yamaha MotoGP med Valentino Rossi som stallkamrat. Han var stark på försäsongen och såg ut att infria förväntningarna. Viñales vann de två första Grand Prixerna och efter en vurpa följde han upp med placeringarna 4, 1 och 2. han ledde VM med 26 poäng efter en tredjedel av säsongen. Därefter vände det nedåt och han vann inte något mer 2017. Det räckte dock till en tredje plats i VM. Viñales hade säsongen 2018 problem med farten i början av racen vilket gjorde att han ofta hade svårt att ta sig loss från förarfältet, men skapade ofta bra resultat när han lyckades få en bra inledning på racen. Under säsongen 2018 vann Viñales ett race i Melbourne och tog ytterligare 4 pallplaceringar vilket gav spanjoren en fjärdeplats i VM. Viñales fortsatte i Yamahas fabriksteam Roadracing-VM 2019 och blev trea i VM efter bland annat två Grand Prix-segrar. Även säsongen 2020 fortsatte Viñales hos Yamaha.

### VM-säsonger
| Säsong | Klass  | Plac. | Poäng | 1/2/3- plac. | Starter | Motorcykel | Team                           | Startnr |
| ------ | ------ | ----- | ----- | ------------ | ------- | ---------- | ------------------------------ | ------- |
| 2011   | 125GP  | 3     | 248   | 4 / 2 / 3    | 17      | Aprilia    | Blusens by Paris Hilton Racing | 25      |
| 2012   | Moto3  | 3     | 207   | 5 / 2 / -    | 15      | FTR Honda  | Blusens Avintia                | 25      |
| 2013   | Moto3  | 1     | 323   | 3 / 8 / 4    | 17      | KTM        | Team Calvo                     | 25      |
| 2014   | Moto2  | 3     | 274   | 4 / 4 / 1    | 18      | Kalex      | Paginas Amarillas HP 40        | 40      |
| 2015   | MotoGP | 12    | 97    | - / - / -    | 18      | Suzuki     | Team Suzuki Ecstar             | 25      |
| 2016   | MotoGP | 4     | 202   | 1 / - / 3    | 18      | Suzuki     | Team Suzuki Ecstar             | 25      |
| 2017   | MotoGP | 3     | 230   | 3 / 2 / 2    | 18      | Yamaha     | Movistar Yamaha MotoGP         | 25      |
| 2018   | MotoGP | 4     | 113   | 1 / 1 / 3    | 18      | Yamaha     | Movistar Yamaha MotoGP         | 25      |
| 2019   | MotoGP | 3     | 211   | 2 / 1 / 4    | 19      | Yamaha     | Monster Energy Yamaha MotoGP   | 12      |
| 2020   | MotoGP |       |       |              |         | Yamaha     | Monster Energy Yamaha MotoGP   | 12      |
| 2021   | MotoGP |       |       |              |         | Yamaha     | Monster Energy Yamaha MotoGP   | 12      |

## Pallplatser

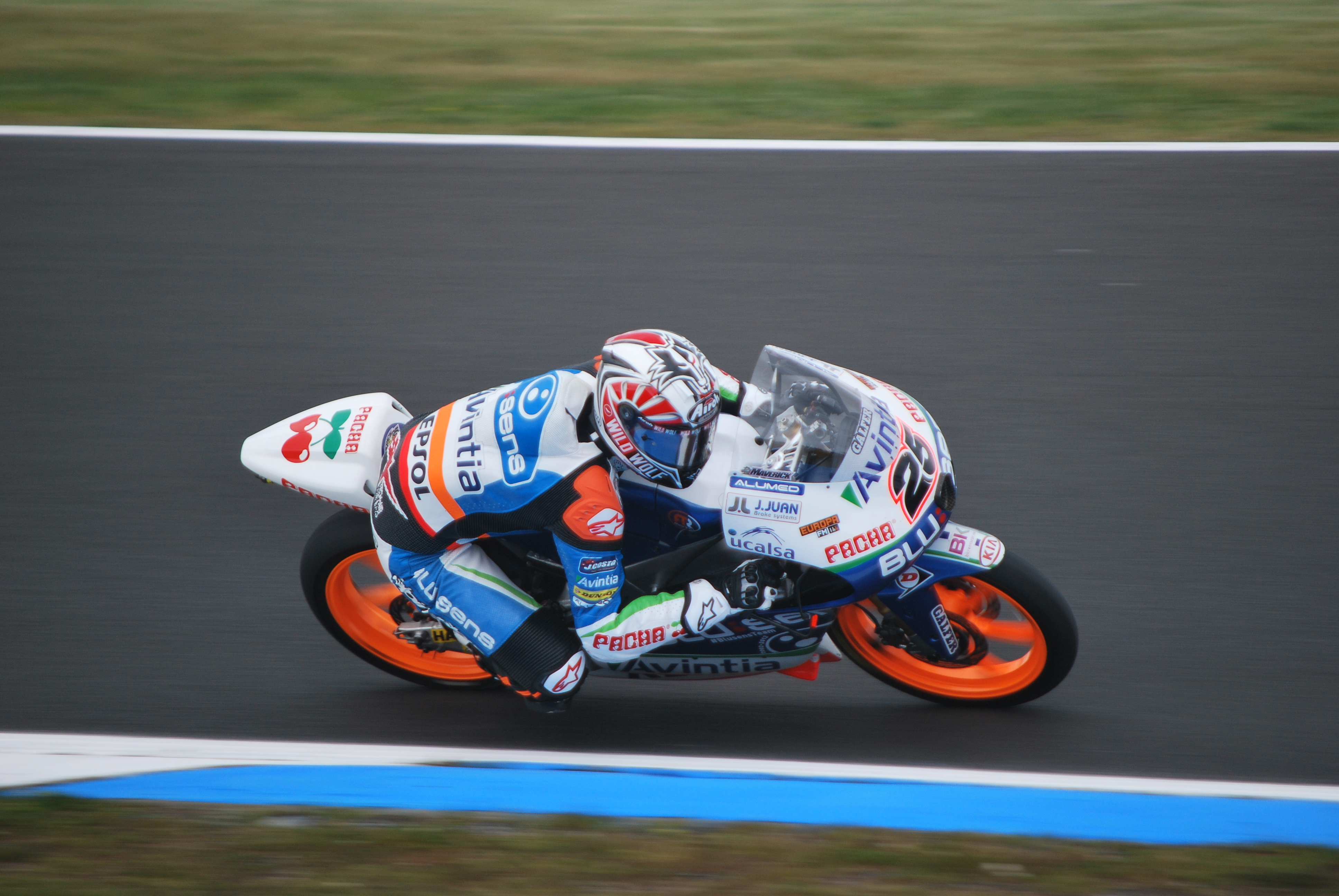
Viñales under Australiens GP 2012.

Uppdaterad till 2021-03-29.
| Nr | Grand Prix     | År   |
| -- | -------------- | ---- |
| 1  | Storbritannien | 2016 |
| 2  | Qatar          | 2017 |
| 3  | Argentina      | 2017 |
| 4  | Frankrike      | 2017 |
| 5  | Australien     | 2018 |
| 6  | TT Assen       | 2019 |
| 7  | Malaysia       | 2019 |
| 8  | Emilia-Romagna | 2020 |
| 9  | Qatar          | 2021 |

| Nr | Grand Prix     | År   |
| -- | -------------- | ---- |
| 1  | Italien        | 2017 |
| 2  | Storbritannien | 2017 |
| 3  | Amerika        | 2018 |
| 4  | Tyskland       | 2019 |
| 5  | Spanien        | 2020 |
| 6  | Andalusien     | 2020 |

| Nr | Grand Prix     | År   |
| -- | -------------- | ---- |
| 1  | Frankrike      | 2016 |
| 2  | Japan          | 2016 |
| 3  | Australien     | 2016 |
| 4  | Tjeckien       | 2017 |
| 5  | Australien     | 2017 |
| 6  | TT Assen       | 2018 |
| 7  | Tyskland       | 2018 |
| 8  | Thailand       | 2018 |
| 9  | Spanien        | 2019 |
| 10 | Storbritannien | 2019 |
| 11 | San Marino     | 2019 |
| 12 | Thailand       | 2019 |

| Nr | Grand Prix | År   |
| -- | ---------- | ---- |
| 1  | Amerika    | 2014 |
| 2  | Aragonien  | 2014 |
| 3  | Australien | 2014 |
| 4  | Malaysia   | 2014 |

| Nr | Grand Prix   | År   |
| -- | ------------ | ---- |
| 1  | Katalonien   | 2014 |
| 2  | TT Assen     | 2014 |
| 3  | Indianapolis | 2014 |
| 4  | Japan        | 2014 |

| Nr | Grand Prix     | År   |
| -- | -------------- | ---- |
| 1  | Storbritannien | 2014 |

| Nr | Grand Prix     | År   |
| -- | -------------- | ---- |
|    | 125GP          |      |
| 1  | Frankrike      | 2011 |
| 2  | TT Assen       | 2011 |
| 3  | Malaysia       | 2011 |
| 4  | Valencia       | 2011 |
|    | Moto3          |      |
| 5  | Qatar          | 2012 |
| 6  | Katalonien     | 2012 |
| 7  | Storbritannien | 2012 |
| 8  | TT Assen       | 2012 |
| 9  | Italien        | 2012 |
| 10 | Spanien        | 2013 |
| 11 | Frankrike      | 2013 |
| 12 | Valencia       | 2013 |

| Nr | Grand Prix   | År   |
| -- | ------------ | ---- |
|    | 125GP        |      |
| 1  | Katalonien   | 2011 |
| 2  | Indianapolis | 2011 |
|    | Moto3        |      |
| 3  | Portugal     | 2012 |
| 4  | Japan        | 2012 |
| 5  | Qatar        | 2013 |
| 6  | Amerikas GP  | 2013 |
| 7  | Tjeckien     | 2013 |
| 8  | San Marino   | 2013 |
| 9  | Aragonien    | 2013 |
| 10 | Australien   | 2013 |
| 11 | Japan        | 2013 |

| Nr | Grand Prix | År   |
| -- | ---------- | ---- |
| 1  | Italien    | 2011 |
| 2  | Tyskland   | 2011 |
| 3  | Aragonien  | 2011 |